# برينت إريكسون
برينت إريكسون (بالإنجليزية: Brent Erickson)‏ هو مهندس أمريكي، ولد في 26 مارس 1966 في مونتروز في الولايات المتحدة.

## وصلات خارجية
- برينت إريكسون على موقع IMDb (الإنجليزية)